# Ioánnis Ghiókas
Ioánnis Ghiókas (grec moderne : Ιωάννης Γκιόκας), né le 22 janvier 1980 à Athènes, est un homme politique grec.

## Biographie
Aux élections législatives grecques de janvier 2015, il est élu député au Parlement grec sur la liste du Parti communiste de Grèce dans la circonscription de l'Attique.